# Günter Bischof
Günter Josef Bischof (* 6. Oktober 1953 in Mellau) ist ein österreichisch-amerikanischer Historiker und Universitätsprofessor.
Bischof ist ein Spezialist in der diplomatischen Geschichte des 20. Jahrhunderts und ein Absolvent der Universität von New Orleans, der Universität Innsbruck und der Harvard University. Derzeit ist er Marshall-Plan-Professor für Geschichte an der Universität von New Orleans.

## Auszeichnungen
- Ludwig-Jedlicka-Gedächtnispreis
- Vorarlberger Wissenschaftspreis (2019)